# Chmielewo (województwo warmińsko-mazurskie)
Chmielewo (niem. Chmielewen) – wieś mazurska w Polsce, położona w województwie warmińsko-mazurskim, w powiecie piskim, w gminie Orzysz.

## Nazwa
W dokumentach krzyżackich (1512) Camelosen, Chmelewen, później Chmielewen.
 
Na mapie Districtus Reinensis (1663) Józefa Naronowicza-Narońskiego – Chmielewo.

16 lipca 1938 roku ówczesna niemiecka, nazistowska władza Prus Wschodnich dokonała zmiany historycznej nazwy Chmielewen na Talau.

Rozporządzeniem Ministrów: Administracji Publicznej i Ziem Odzyskanych z dnia 1 lipca 1947 r. nadano miejscowości obowiązującą nazwę Chmielewo.

## Historia
W pobliżu wsi znajdują się stanowiska archeologiczne z epoki kamienia, epoki żelaza i z wędrówki ludów okresu rzymskiego.
Przed kolonizacją krzyżacką okolice zamieszkiwali Prusowie z plemienia Galindów.
Wieś lokowana na prawie chełmińskim w 1494 roku na 44 łanach. Sołtys Mikołaj Skuropadło (Zkuropadla), (Nickolay Skarapadla) otrzymał z tego od komtura ryńskiego Rudolfa von Tippelskirchena 4 łany jako wolne łany sołeckie. Był za to winien jedną służbę zbrojną. Wieś otrzymała 14 lat wolnizny, ale po 4 latach mieszkańcy musieli 8 dni w roku odrabiać szarwark od łanu, a po 14 latach pełnić pełny szarwark jak inne wsie chełmińskie, czyli 14 dni w roku. Po 7 latach musieli płacić dziesięcinę, pół korca owsa i tyleż żyta, plebanowi. W Chmielewie mieszkają r. 1539 sami tylko Polacy. Mieszkańcy Chmielewa otrzymali zezwolenie na zakładanie barci i trzymanie pasiek w ogrodach. W 1555 roku płacili czynsz od jednego boru, czyli kawałka lasu z 60 barciami. Otrzymali również prawo małych polowań. Mieli w zamian oddawać Krzyżakom skóry kun, bobrów i innej zwierzyny za stosowną opłatą. Sołtys Chmielewa otrzymał zezwolenie na wolny połów ryb latem i zimą w jeziorze Tuchlin. Obowiązywał zakaz, pod groźbą wysokiej kary, jakiegokolwiek naruszania wód płynących. Sołtys otrzymał również niższe sądownictwo nad chłopami, a także co trzeci denar z wyższego sądownictwa. Chłopi płacili roczny czynsz w wysokości pół grzywny w różnych monetach, a także oddawali dwie kury. Płacili też płużne w wysokości ćwierć korca żyta i pszenicy, a także korzec owsa. Według rachunków krzyżackich z roku 1517 w Chmielewie była karczma, potwierdzona w roku 1540 i 1564. Wieś wymieniona w popisie wojskowym z 1519 roku. W 1539 roku, według rachunków książęcych starostwa ryńskiego wieś czynszowa Chmielewo ciągle posiadała 44 łany. Taki sam stan wykazano w spisie z 1564 i 1568 roku. W tym ostatnim wykazano 4 łany nadwyżki. Chmielewo należało i należy do parafii w Okartowie, administracyjnie podlegało rewirowi w Dąbrówce.
W Chmielewie w 1651 Jan Chmielewski nabył 2 z 8 pustych łanów. Musiał płacić czynsz w wysokości 10 grzywien, kontrybucje i dziesięcinę. Miał też brać udział wraz z całą wsią w polowaniu na wilki i musiał obsadzić pozostałe 6 łanów. W październiku 1656 Tatarzy uprowadzili w jasyr 11 mieszkańców wsi, w tym 8 kobiet.
W 1735 roku założono szkołę.
Według danych opublikowanych w 1821 roku w Chmielewie mieszkało 120 osób.
W 1834 roku na skutek oddzielenia gruntów od gminy Chmielewo powstały dwa nowe majątki. Około 2 kilometry na północ od wsi: Neuendorf - obecnie Nowa Wieś, a około 1 kilometra na wschód od wsi: Chmielewo Małe (Klein Chmielewen). 
W 1857 roku Chmielewo Małe było posiadłością na 315 morgach i liczyło 18 mieszkańców, a jego właścicielem był Michał Danielczyk (Danielzig). 
Chmielewo Małe przestało istnieć jeszcze w XIX wieku. Po majątku pozostał cmentarzyk rodzinny. 
W tym samym roku Chmielewo liczyło 232 mieszkańców, a nauczycielem był P. Bukowicz.
W 1864 roku w Chmielewie mieszkało 238, a w 1867 - 259 osób.
W 1935 roku w szkole w Chmielewie jeden nauczyciel uczył 57 uczniów.
W 1933 roku w miejscowości mieszkało 309 osób, a spis powszechny z maja 1939 roku wykazuje 269 mieszkańców.
W latach 1954–1961 wieś należała i była siedzibą władz gromady Chmielewo, po jej zniesieniu w gromadzie Orzysz. 
W latach 1975–1998 miejscowość administracyjnie należała do województwa suwalskiego. 

## Zabytki
Zabytki ujęte w gminnej ewidencji zabytków:
- Budynek szkoły z drugiej lub trzeciej dekady XX wieku[21].
- Dom murowany z 1922 roku[22].
- Dom murowany z pierwszej ćwierci XX wieku[23].
- Dom murowany z lat dwudziestych XX wieku[24].
- Dawny cmentarz ewangelicki, założony w połowie XIX wieku[25].

Najstarszy zachowany nagrobek: Otto Griggo †1881. Na cmentarzu znajduje się kwatera wojenna z okresu I wojny światowej. Według zachowanych inskrypcji pochowany w niej jest żołnierz armii niemieckiej Musk. Friedrich Arndt z 1. komp. Inf. Regt. 45 †10.12.1914. 
- Dawny cmentarz ewangelicki (Klein Chmielewen)[19].

Najstarszy zachowany nagrobek: August Danielczyk †1864.